# Kurt Custer
Kurt Custer (Kalifornija, SAD, 1964.) američki je tekstopisac i multiinstrumentalist. Bio je bubnjar sastava Lynyrd Skynyrd od 1991. do 1994. U samostalnoj karijeri izdao je dva albuma: Peaceful Lunatic (2002.) i Chemical Imbalance (2005.).

## Vanjske poveznice
- Stranice sastava Lynyrd Skynyrd